# Eucalyptus tereticornis
Eucalyptus tereticornis é uma espécie de árvore nativa do leste da Austrália e do sul da Nova Guiné. Possui casca lisa, folhas adultas lanceoladas a curvadas, gomos florais em grupos de sete, nove ou onze, flores brancas e frutos hemisféricos.

## Descrição
O Eucalyptus tereticornis é uma árvore que geralmente atinge de 20 a 50 m de altura e desenvolve um lignotúber. O tronco é reto, normalmente sem ramificações por mais da metade da altura total da árvore, com um diâmetro de até 2 m na circunferência a altura do peito. Acima disso, os galhos inclinam-se de forma excepcionalmente acentuada para uma espécie de Eucalyptus. A casca desprende-se em placas irregulares, resultando em uma superfície lisa no tronco, com manchas brancas, cinzas e azuis, dependendo do momento em que cada área se descama. As plantas jovens e os brotos de talhadia apresentam folhas ovadas, de um verde-azulado opaco, medindo de 60 a 130 mm de comprimento e de 30 a 80 mm de largura. As folhas adultas têm a mesma tonalidade verde em ambos os lados, são lanceoladas a curvadas, com 80 a 220 mm de comprimento e 10 a 35 mm de largura, afinando na base até um pecíolo de 13 a 30 mm. Os gomos florais surgem nas axilas das folhas, em grupos de sete, nove ou onze, dispostos em um pedúnculo não ramificado de 7 a 25 mm de comprimento, com cada botão sustentado por pedicelos de 2 a 6 mm. Os gomos maduros têm formato oval alongado, com 9 a 16 mm de comprimento e 3 a 6 mm de largura, e uma caliptra cônica a corniforme, bem mais longa que o hipanto. A floração foi registrada em diversos meses, produzindo flores brancas. O fruto é uma cápsula lenhosa hemisférica, de 2 a 6 mm de comprimento e 4 a 8 mm de largura, com válvulas que se projetam de forma evidente.

## Taxonomia e nomenclatura
O Eucalyptus tereticornis foi descrito formalmente em 1795 por James Edward Smith em A Specimen of the Botany of New Holland, a partir de espécimes coletados em 1793 na Baía de Sydney pelo cirurgião e naturalista da Primeira Frota, John White. O volume de Smith fazia parte de Zoology and Botany of New Holland, sendo a parte zoológica escrita por George Kearsley Shaw. O epíteto específico (tereticornis) deriva das palavras em latim teres (que se torna tereti- na forma combinada), significando "terete", e cornu, que significa "chifre", em referência à caliptra em forma de chifre.
Em 1999, Murray Ian Hill Brooker e Andrew Slee descreveram duas subespécies, e em 2013, Anthony Bean [en] adicionou outras duas. Os nomes dessas quatro subespécies são aceitos pelo Censo Australiano de Plantas [en]:
- Eucalyptus tereticornis subsp. basaltica A.R.Bean[11] possui caliptras sem dilatação na base, folhas juvenis verde-azuladas opacas, ovadas a arredondadas, com até uma a duas vezes o comprimento da largura, e pedicelos de 2,5 a 6 mm;

- Eucalyptus tereticornis subsp. mediana Brooker & Slee[12] tem caliptras sem dilatação na base, folhas juvenis verde-azuladas opacas, ovadas a arredondadas, com até uma a duas vezes o comprimento da largura, e pedicelos de 1 a 3 mm;

- Eucalyptus tereticornis subsp. rotunda A.R.Bean[13] apresenta caliptras sem dilatação na base e folhas juvenis verdes, arredondadas, com até 1,2 vezes o comprimento da largura;

- Eucalyptus tereticornis Sm. subsp. tereticornis[14] possui caliptras dilatadas na base e folhas juvenis lanceoladas a ovadas, duas a três vezes mais longas que largas.[15]

## Distribuição e habitat
A espécie possui uma ampla distribuição, abrangendo a maior variação de latitudes entre todas as espécies de Eucalyptus, desde o sul da Papua-Nova Guiné na latitude 15°S até o sudeste de Victoria na latitude 38°S. O Eucalyptus tereticornis é uma das espécies-chave do dossel das ameaçadas florestas da Planície de Cumberland [en].
A subespécie basaltica cresce em bosques de eucaliptos desde o Parque Nacional Kroombit Tops [en] até perto de Sydney, com uma população disjunta na Cordilheira Carnarvon [en]. A subespécie mediana é endêmica do leste de Victoria, onde ocorre próxima a margens de rios, áreas úmidas, colinas baixas e planícies. A subespécie rotunda é endêmica de uma pequena área perto de Mitchell [en], em Queensland, crescendo ao longo de margens de riachos. A subespécie tereticornis, a mais amplamente distribuída das quatro, ocorre em florestas abertas desde a Península do Cabo York em Queensland até perto de Bega [en], no sul de Nova Gales do Sul, alcançando o interior até Roma. Também é conhecida nas províncias Central e Oro em Papua-Nova Guiné.

## Usos
A árvore possui um cerne forte, duro e durável, com densidade de cerca de 1100 kg/m³. É utilizada em construções de engenharia pesada, como dormentes de ferrovias. As folhas do E. tereticornis são usadas na produção de óleo de eucalipto [en] baseado em eucaliptol.

## Galeria

Características do eucalipto-vermelho-de-floresta (Eucalyptus tereticornis)
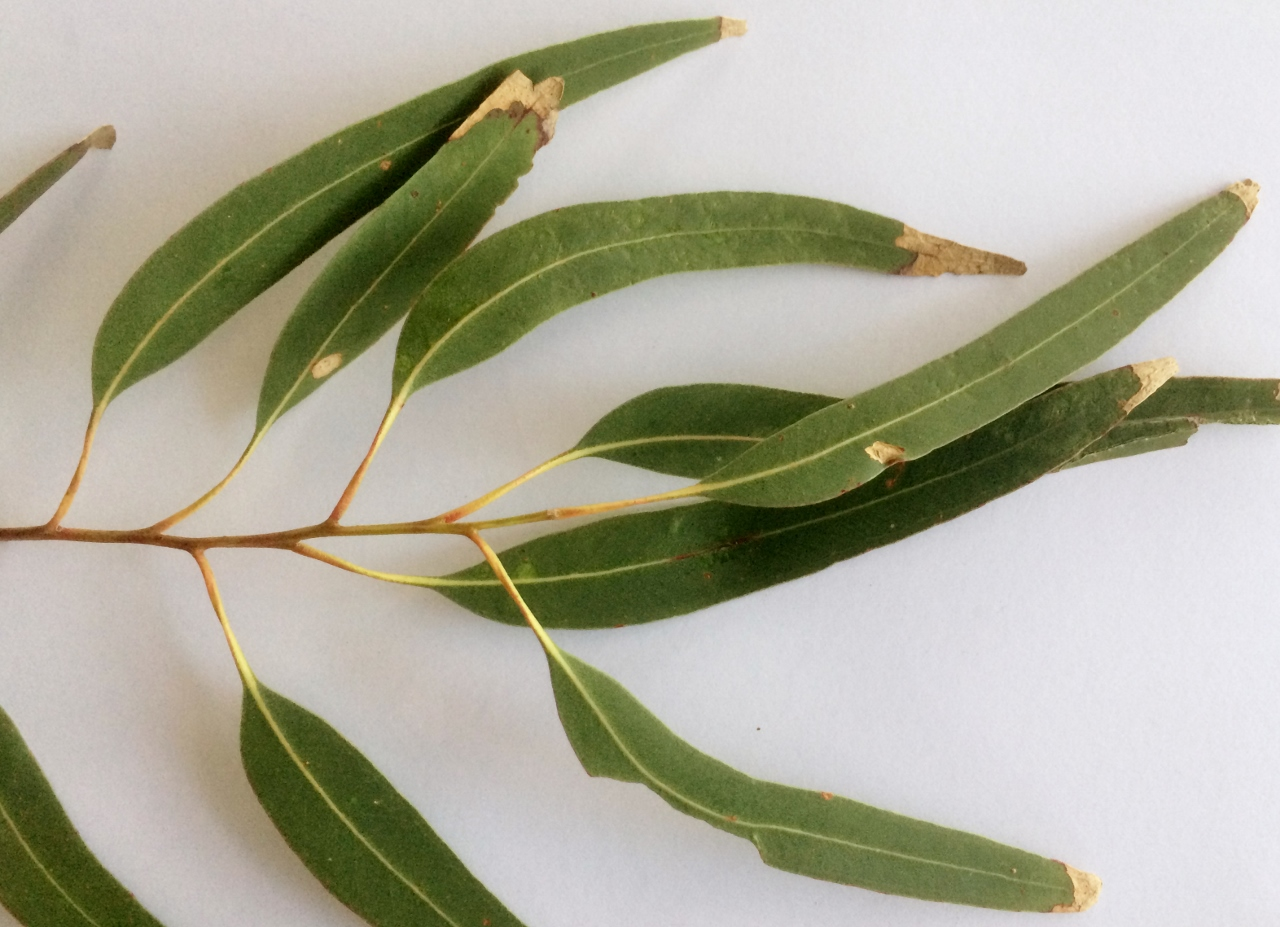
Folhas adultas
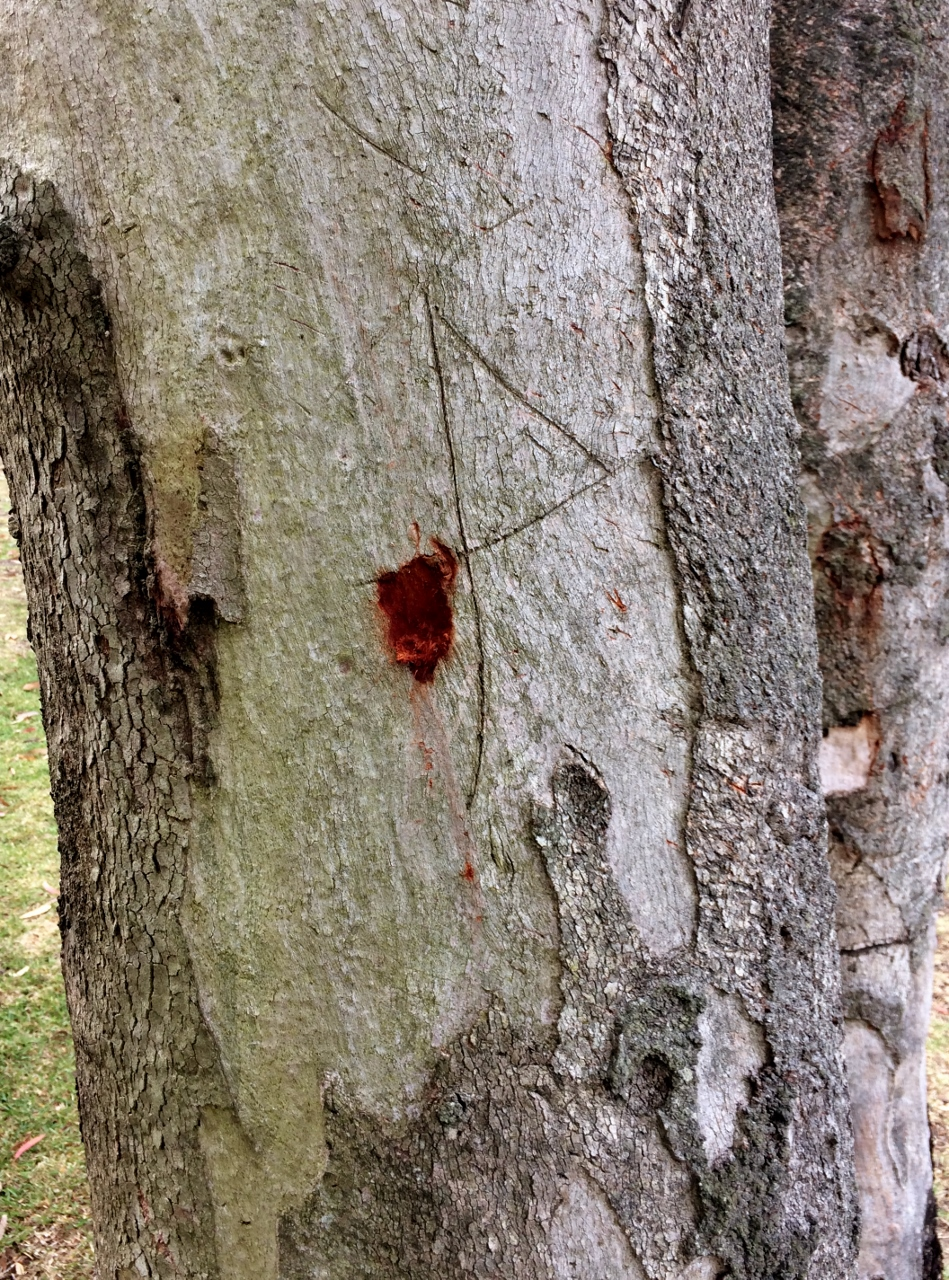
Casca do tronco
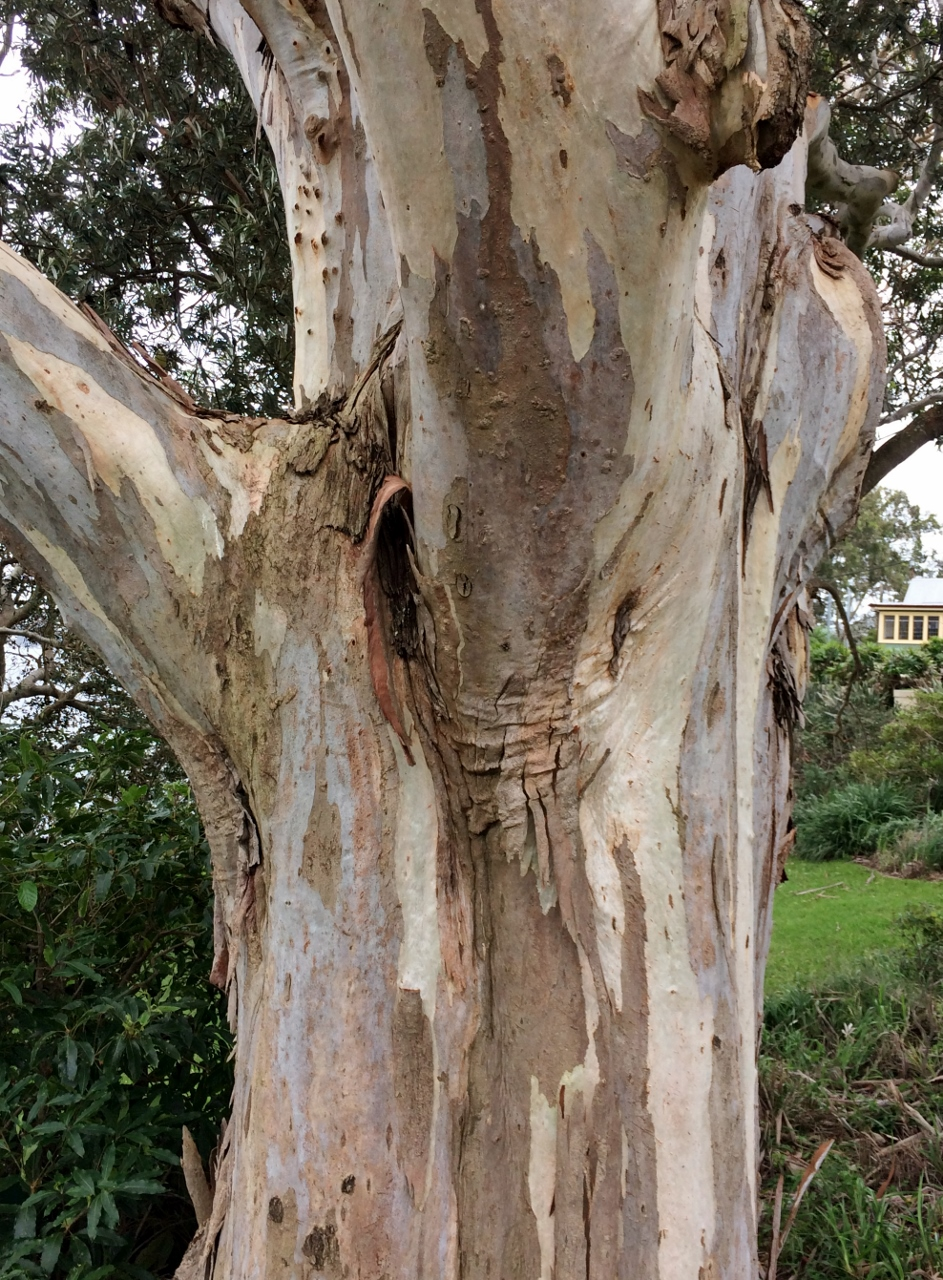
Tronco
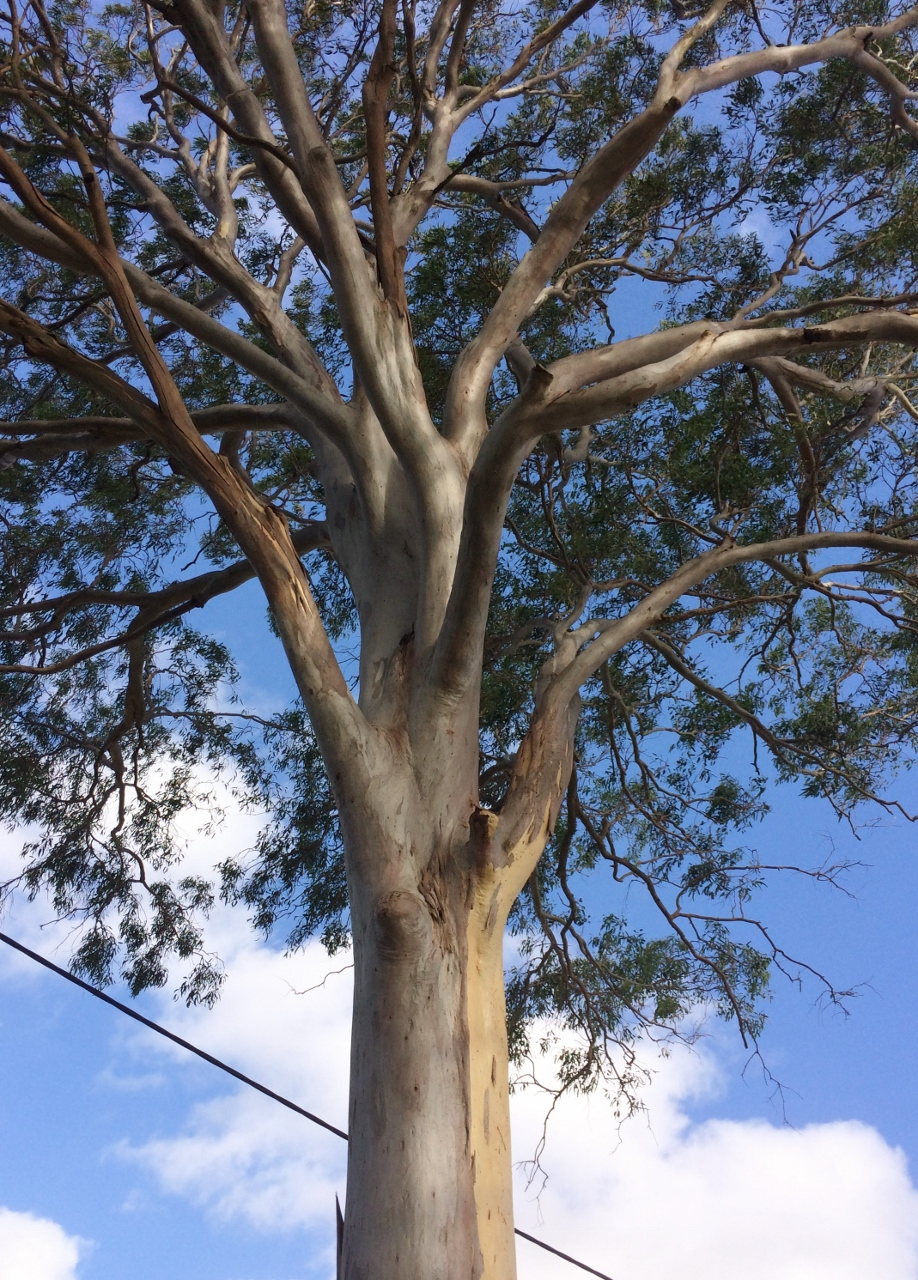
Galhos superiores
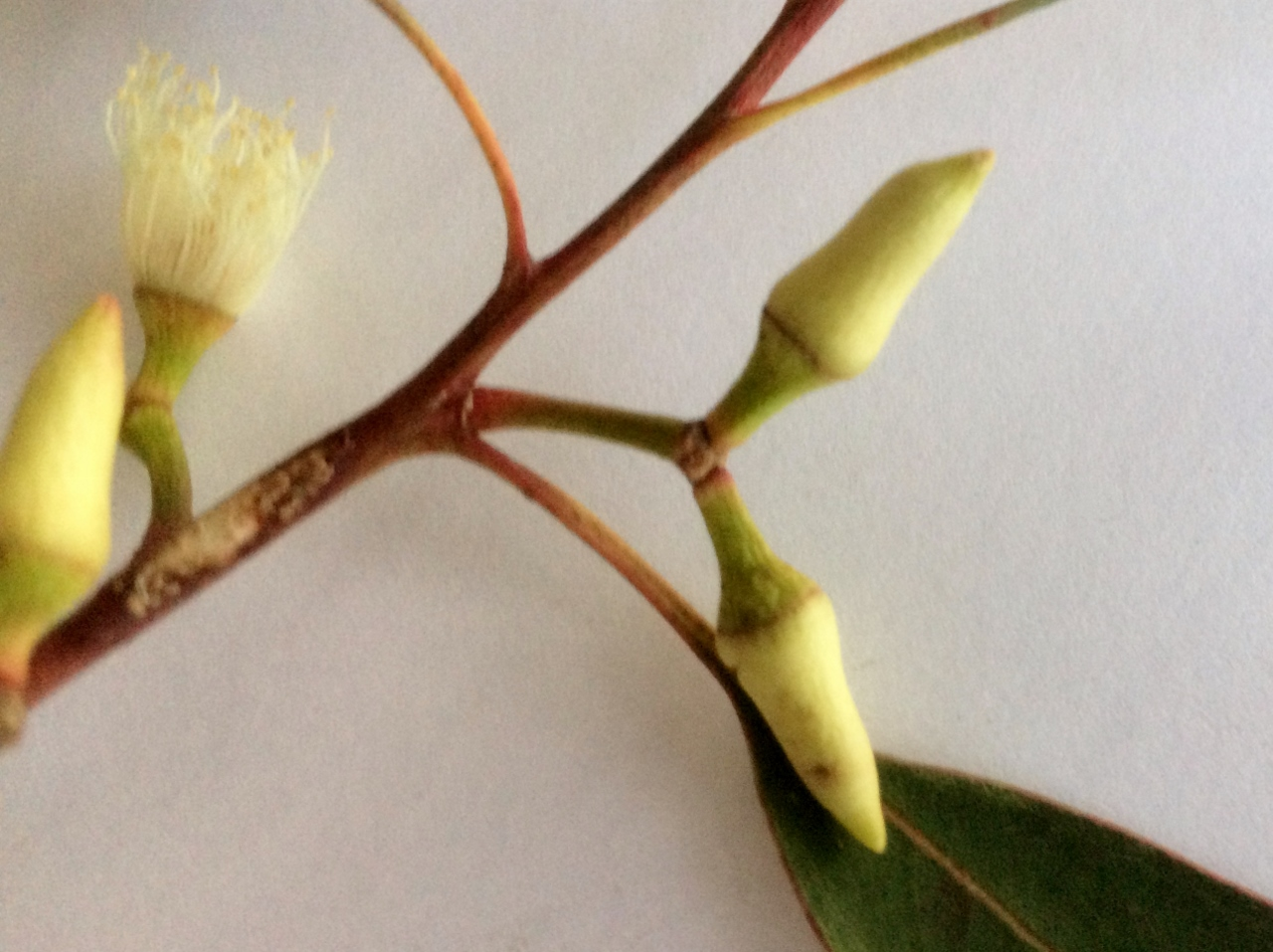
Gomos
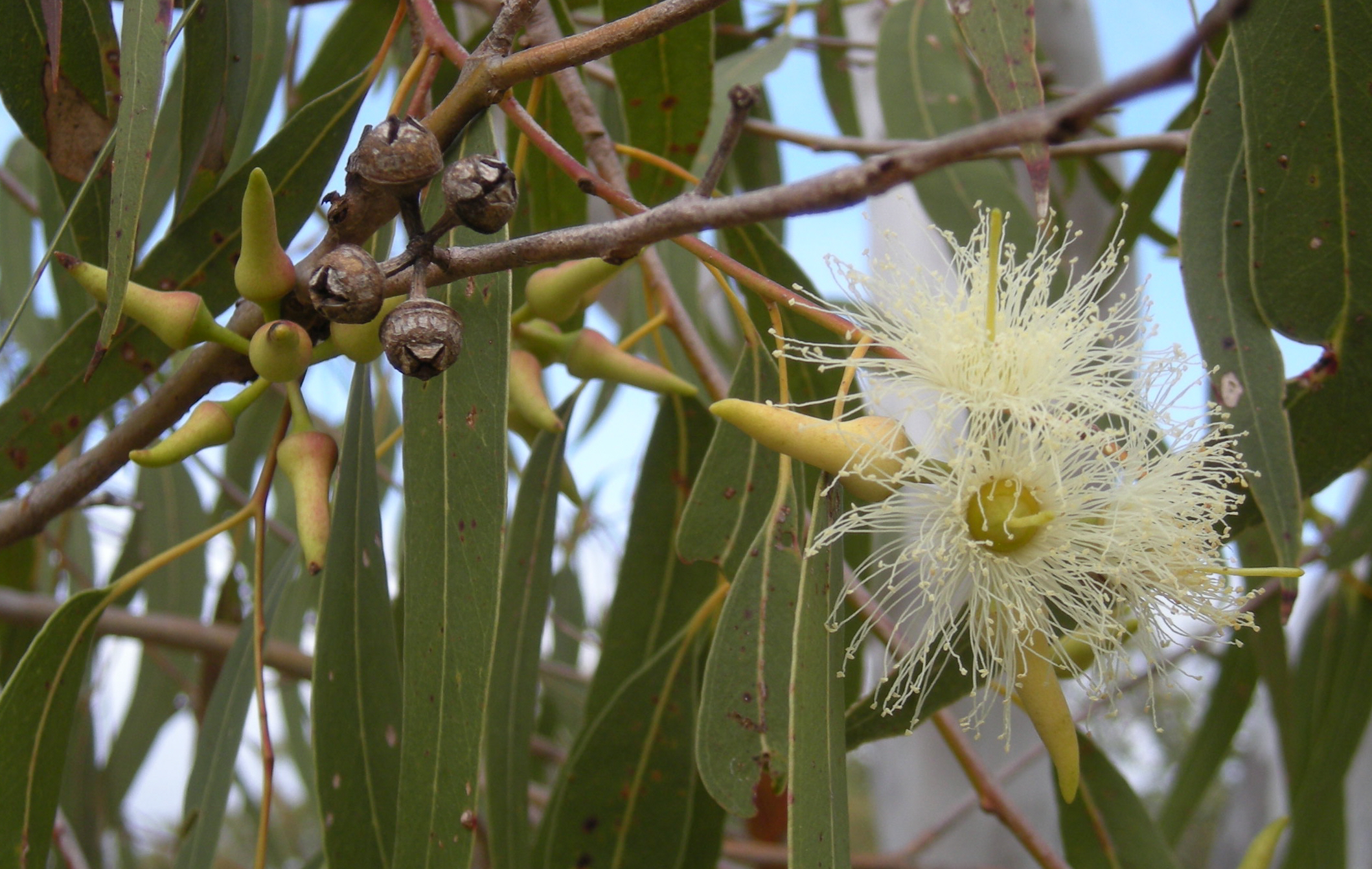
Inflorescência
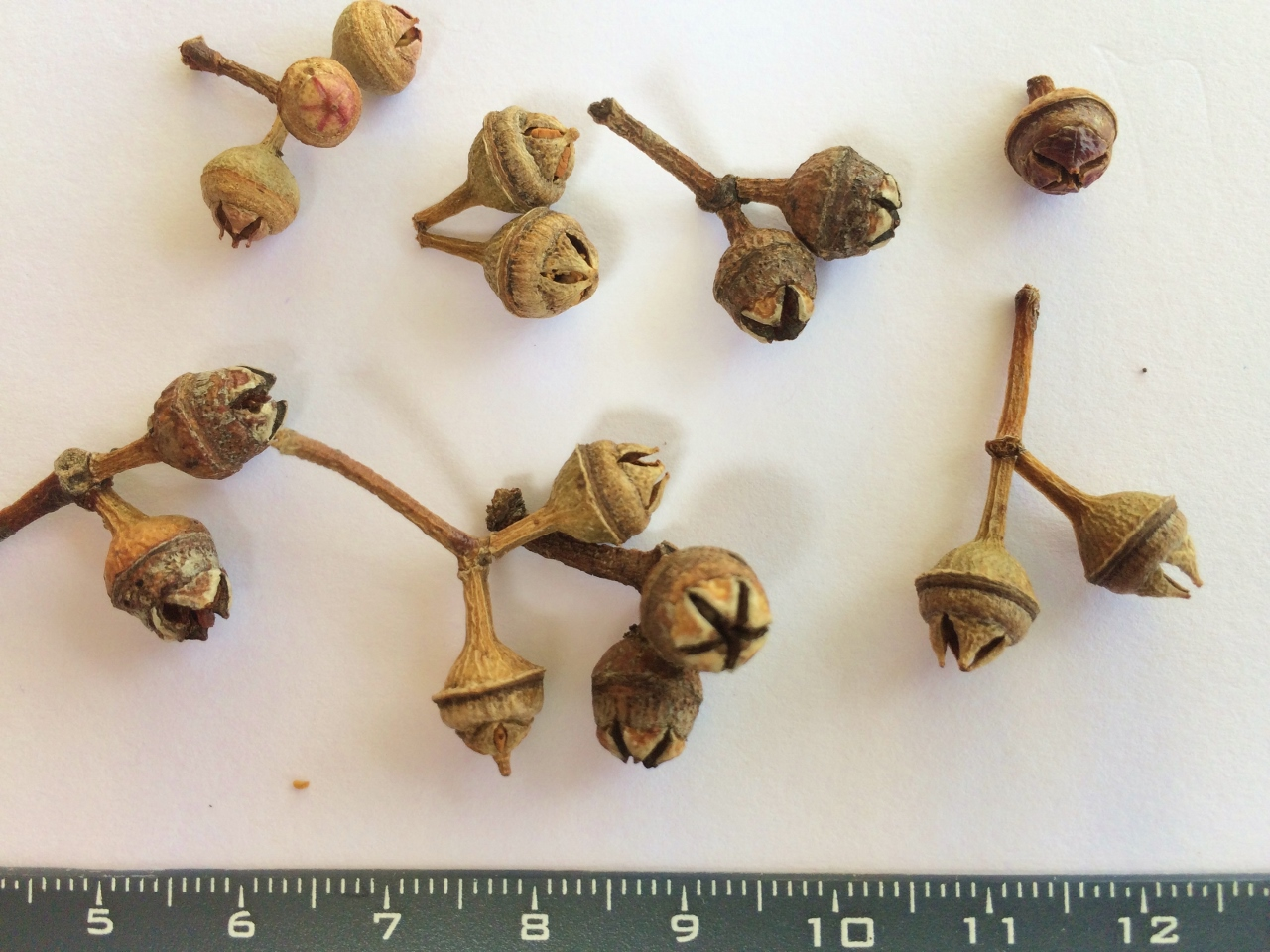
Fruto